# ヤッツィー
ヤッツィー（Yahtzee、ヤーツィー、ヨットとも呼ばれる）は、ハズブロから発売されているダイスゲームである。5つのサイコロを振って、ポーカーの手に似た手（役）を作り、高得点を競う。

## ルールの概要
プレイヤーは5つのサイコロを振って手を作る。手に応じて得点が得られ、より高得点を得たものの勝ちとなる。ルールの原理上では何人でも遊べるが、実際にはゲームの進行速度の点から、6人程度までがちょうどよい。

### 手
ヤッツィーの手（役）は、主にフルハウス、ストレートなど、ポーカーの手を模したものとなっており、手の種類それぞれに点数が振られている。5つのサイコロ全てが同じ目である手をヤッツィーと呼び、もっとも高得点である。また、1回のゲーム中にヤッツィーを複数回出せばボーナス得点が得られる。

#### 役の一覧

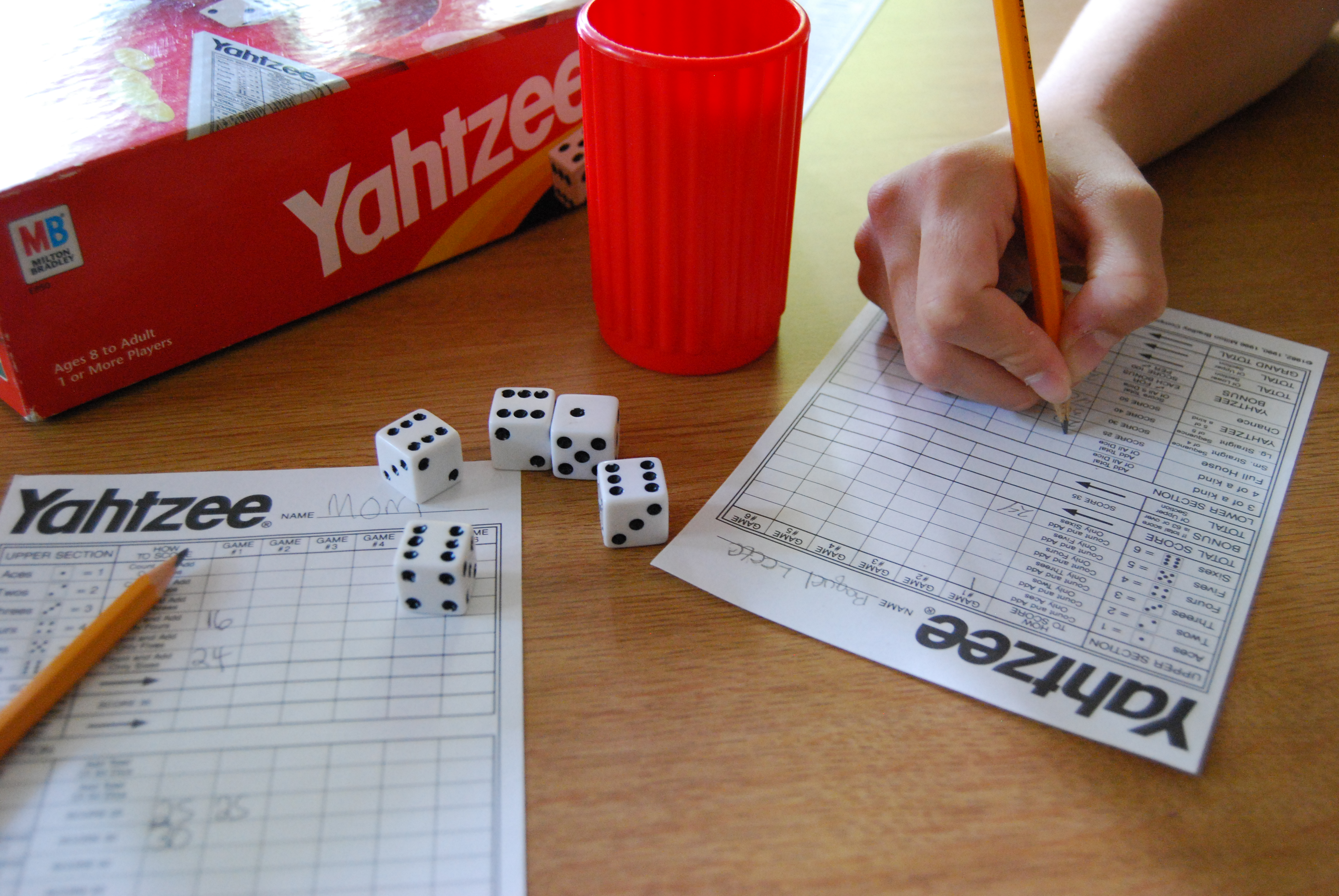
ヤッツィーで使用するスコアシート。出目の中で一致した役を選んで、対応した枠に点数を記載する。

全部で13種類（12種類の場合がある）がある。得点についても記述する。
| 役名                                                                 | 説明                             | 点数                 |
| -------------------------------------------------------------------- | -------------------------------- | -------------------- |
| 1の目                                                                | 任意の組み合わせ                 | 1の目の合計          |
| 2の目                                                                | 任意の組み合わせ                 | 2の目の合計          |
| 3の目                                                                | 任意の組み合わせ                 | 3の目の合計          |
| 4の目                                                                | 任意の組み合わせ                 | 4の目の合計          |
| 5の目                                                                | 任意の組み合わせ                 | 5の目の合計          |
| 6の目                                                                | 任意の組み合わせ                 | 6の目の合計          |
| 上記の合計得点が63点以上の場合、「ボーナス」が成立し35点が加算される |                                  |                      |
| チャンス （チョイスとも）                                            | 任意の組み合わせ                 | すべての目の合計     |
| 3カード（スリーダイスとも）(無いルール有り)                          | 同じ目を3つ以上揃える            | すべての目の合計     |
| 4カード （フォーダイスとも）                                         | 同じ目を4つ以上揃える            | すべての目の合計     |
| フルハウス                                                           | 3つの同じ目と2つの同じ目を揃える | 25点(全ての目の合計) |
| 小さいストレート (Sストレートとも)                                   | 4つ以上の目が連続している        | 30点(15点)           |
| 大きいストレート (Bストレートとも)                                   | 5つの目が連続している            | 40点(30点)           |
| ヤッツィー（ヨットとも）                                             | 5つの目がすべて同じ              | 50点                 |

### ゲームのやり方
各ターンごとにプレイヤーは5つのサイコロを振る。振った出目が気に入らなかったら、5つのうち好きなものを選んで振り直すことができる。これは2回まで繰り返せる。2回目の振り直しでも、1回目にどのサイコロを振り直したかに関係なく好きなサイコロを選ぶことができる（振り直さなかったサイコロは振り直しができない確定扱いにするルールも存在する）。
こうして手ができたら、役の一覧の中でそのサイコロの出目に合致した手の内好きなものを選び、その手に応じた得点を得られる。例えば2の目が2つ、3の目が3つの場合は、2の目の役（4点）、3の目の役（9点）、チョイス（13点）、スリーダイス（9点）、フルハウス（25点（または13点））のいずれかを選択できる。ただし、それぞれの手は1度しか使うことができない（役の一覧の点数表に記載するため書き直しができない）。つまり、選択した手を消費して得点を得ることになる。出目の結果、残りの手のいずれとも合致せず手が成立しなかったら、まだ消費されていないどれかの手を選び、0点扱いとして消費しなければならない。
これをプレイヤー同士で1巡（1ターン）して繰り返し、全ての手が消費されたら、（つまり、13回ずつ手番が回ってきたら(12回の場合もある。)）ゲームを終了し、総得点のもっとも高いプレイヤーの勝ちとする。

### 1人での遊び方
ヤッツィーはプレイヤー同士の駆け引きの要素が少ないゲームであるため、1人で遊んでも楽しむことができる。その場合は、理論上の最高得点を目指してゲームをすることになる。

## 歴史
ハズブロによると、このゲームは1954年にカナダ人のカップルが考案した。彼らはこのゲームを「ヨットゲーム（The Yacht Game）」と呼んでいた。これは彼らが友人とヨットの上で遊んだことによるらしい。2年後の1956年、彼らは玩具・ゲームの販売員であったエドウィン・ロウに、友人へのプレゼント用にこのゲームのギフトセットを作ってもらえるように依頼した。このゲームの可能性を感じとったロウはゲームの権利をギフトセット1,000個で彼らから買い取った。この話はロウの1973年の著書A Toy is Bornに書かれている。ロウによれば、このゲームは当初、ルールや魅力のよく伝わらない広告のせいで、よい販売実績を残せなかったという。そこでロウは「ヤッツィー・パーティー」なるものを企画し、消費者に実際にゲームに触れて評価をしてもらう機会を作った。この企画は成功を収め、口コミでファンが増えていった。
しかし、ヤッツィーと同様のゲームはヤッツィー以前からたくさん存在している。例えば、プエルトリコのゲームである、ヘネラーラ、イギリスのポーカーダイスやチェリオ（Cheerio）などがそうである。その中で特筆すべきは、ヘネラーラの亜種である、ヨットというイギリスのダイスゲームであろう。このゲームは1940年にクレメント・ウッドどグロリア・ゴダードによって書かれた本The Complete Book of Gamesに詳しく記載がある。このゲームは名前もヤッツィーと似ているが、ルールも得点の値など細部が異なるのみでヤッツィーとほとんど同じである。The Complete Book of Gamesでは、ヨットやその他の似たゲーム群を指してクラーグ（Crag）と呼んでいる。
ロウ社は1956年から1973年までこのゲームを販売していたが、1973年にミルトン・ブラッドリーがロウ社を買収し、ヤッツィーの販売も引き継いだ。ロウ社がヤッツィーを販売していた17年間に、アメリカを中心に全世界で4,000万個の売上げを記録した。2006年現在の販売元であるハズブロによると年間1,500万個の売上げがあるということである。

## 関連するゲーム
ヤッツィーというブランド名で以下のゲームが発売されている。Triple Yahtzee （1972年）、Word Yahtzee （1978年）、Challenge Yahtzee （1974年）、Casino Yahtzee （1986年）、Jackpot Yahtzee （1980年）、Showdown Yahtzee （1991年）、Yahtzee Texas Holdem' （2005年）、Yahtzee Deluxe Poker （2005年）である。
1970年代のアメリカのテレビ番組『Spin-Off』はこのゲームを題材としている。1988年には『Yahtzee』というやはりヤッツィーを題材とした番組がアメリカで放映された。
iPod版
エレクトロニック・アーツがハズブロのライセンスを受け、2008年2月にiPod用ゲームとしてリリース（iTunes Storeでダウンロード販売）。コンピュータ相手や2人でのプレイも可。海外ではPDAや携帯電話向けもある。
CLASSIC
従来型。

RAINBOW
赤・青のサイコロが混じり、役が増えたもの。

DUPLICATE
サイコロの出目が同じなため、振り直しの選択で勝敗が分かれる対戦モード。

## ヤッツィーに似たゲーム
クニッフェル（Kniffel）
基本、ヤッツィーと同一。ダイスの図柄が描かれたカードを使うカードクニッフェル（Karten Kniffel）もある。

カチョ
ボリビアで人気が高いゲーム。ヤッツィーとほとんど内容が同じ。

キスメット（Kismet）
色のついたサイコロを用いるもの。出目と色によって得点が決まる。

レッド・ホット・ヨット（Red Hot Yott）
ファンデックスゲームズ（Fundex Games）から販売されているもので、1の目をワイルドカードとして使える。演出のために日本風の（つまり、1の目が赤く大きくなっているもの）を用いる。

フェーズ10・ダイス（Phase 10 Dice）
上と同じファンデックスゲームズから発売されているゲームで、カードゲームのフェーズ10のサイコロ版である。手を作り、高得点をめざす点がヤッツィーと共通している。

ポーカーダイス
トランプの絵柄の書かれたサイコロを用いて行うポーカー。

ヤム（YAMB）
6個のサイコロを用い、より複雑なルールをもつ亜種。起源は知られていないが、セルビア、クロアチア、ボスニアなどの旧ユーゴスラビア諸国で広く遊ばれている。

ヨット
ここではNintendo Switch用ゲーム『世界のアソビ大全51』に収録されているルールを紹介する。
役の名称が一部異なり、大きな違いとして「3カード」が無く、12回ずつサイコロを振ることが挙げられる。